# セベクヘテプ3世
セベクヘテプ3世（Sobekhotep III, 紀元前1745年頃 - 紀元前1741年頃）は、古代エジプト第13王朝の21代または25代ファラオ（王）。

## 概要
資料に乏しく、大半の王が名前以外何も分かっていない第13王朝では比較的多くの歴史的記録が残っている人物である。トリノ王名表によれば在位期間は4年2ヶ月と比較的短かったが、その治世中にメダムードのメンチュ神殿やエル=キャブの礼拝堂などが築かれている。
また、彼の後には多数の大規模な遺物から知られる王が数代にわたって続いている。彼らはいずれも統治の日付を記した記念碑を国中に築き、名前が彫られた紋章を数多く残している。このことから、セベクヘテプ3世の治世以降は、王朝の混乱が収束し、国家が再び安定期に入ったと考えられる。

## 家族構成
第13王朝の王たちは、その大半が自身の素性について殆ど何の情報も残していないため、研究者の王統を復元する作業は難航している。だがセベクヘテプ3世は例外的に、家族構成について記した印章や遺構を多数残しているため、詳しい家族構成が明らかになっている。ヌビアのセヘル島に残る記念碑によれば、彼の父親はメンチュヘテプという平民で、母親はイウヘトイブといった。また、セネブとカカウという兄弟がおり、母親の再婚相手デドゥセベクとの間にレンイセネブという妹がいた。妻の一人はセネブヘナスという名前だった。コプトスの石碑にはもう一人の妻ネニと二人の娘イウヘトイブとデドゥエタンクエトの名が刻まれている。そのうちイウヘトイブの名前はカルトゥーシュで囲まれていた。王の娘がこうした扱いを受けるのはアメンエムハト3世の娘ネフェルプタハに次いで史上二例目となる。